# Antun Jovanovac (svećenik)
Antun Jovanovac (Bošnjaci, 1. prosinca 1938. - Osijek, 14. srpnja 2008.), hrvatski katolički svećenik Đakovačko-osječke nadbiskupije i pjesnik.

## Životopis
Rođen je 1. prosinca 1938. godine od roditelja Martina i Eve, kao drugo od troje djece. U rodnim Bošnjacima završio je niže razrede tadašnje sedmoljetke, Više razrede sedmoljetke završio je u Županji. U Zagrebu je pohađao gimnaziju u Nadbiskupskom sjemeništu u Zagrebu. Dvije posljednje godine gimnaziju pohađao je u đakovačkom sjemenišnom liceju. U Đakovu je pohađao bogosloviju. U istom gradu zaredio se za svećenika. Zaredio ga je biskup Stjepan Bäuerlein 29. lipnja 1962. godine.
Jovanovac je od 1962. do 1968. godine bio prvi upravitelj župe u Bocanjevcima. 1969, je proveo kao upravitelj župe u Baranjskom Petrovom Selu. Slijedi 12 godina boravka u župi u Sotinu. 1981. se razbolio i nakon liječenja smješten je u Svećenički dom u Đakovu. Nakon višegodišnjeg izbivanja iz crkvenog života, poslije oporavka, djelovao je u kući Milosrdnih sestara Sv. Križa u Trnavi od 1985. do 2001. godine. Umirovljen je sredinom ožujka 2001. godine, nakon čega je živio u Svećeničkom domu u Đakovu.
Cijeli život pisao je prigodne pjesme. Objavio ih je u više časopisa poput Danice, Marulića, Živo vrelo i dr. Pjesme su mu sabrane u zbirku pjesama Sa žitom zrijemo (2007.). Zbirka sadrži nastale od 1952. do 2001. u Zagrebu, Đakovu, Bocanjevcima, Sotinu i Trnavi. Ova prva monografska zbirka sadrži pjesme dotad objavljene u "Danici", "Maruliću" i "Živome vrelu". Zbirka je obogaćena s 55 umjetničkih fotografija, poznatoga osječkog fotografa Marina Topića. Na fotografijama su većinom slavonski prirodni motivi.
Umro je 2008. godine u Kliničkoj bolnici u Osijeku, u 70. godini života i 46. godini svećeništva. Pokopan je u rodnim Bošnjacima 16. srpnja na groblju Našašća Sv. Križa.

## Vanjske poveznice
- IKA Svećenik Đakovačko-osječke nadbiskupije Antun Jovanovac (1938-2008), IKA F - 8356